# Segunda guerra anglo-birmana

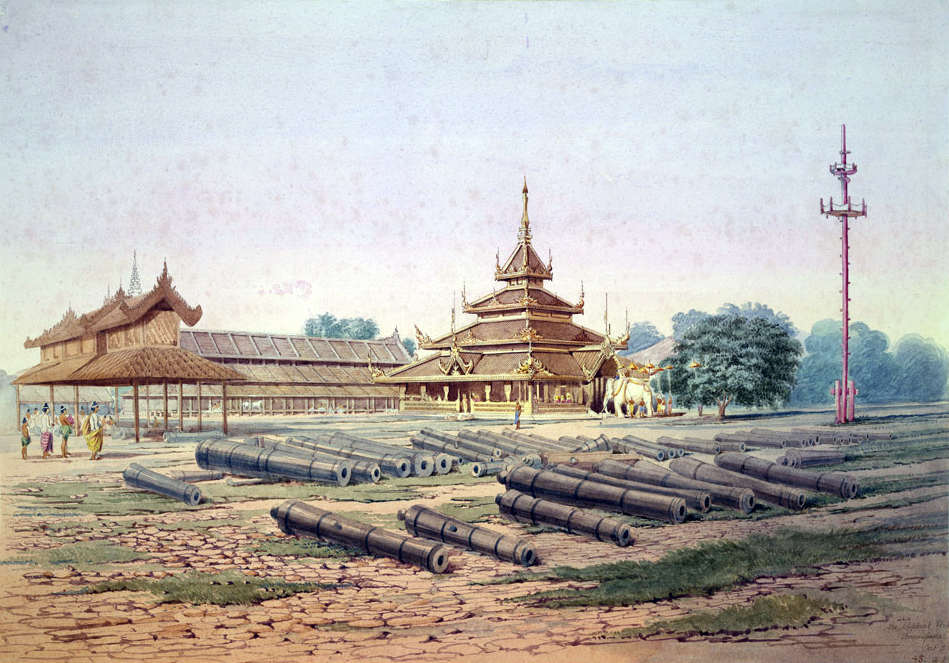
Pintura birmana durante la segunda guerra anglo-birmana.

La segunda guerra anglo-birmana (1852-1853) fue la segunda de las tres guerras libradas entre el Imperio británico y el birmano en el siglo xix.
En 1852 el comodoro Lambert fue enviado a territorio birmano y tras una acción marítima contra los birmanos estalló la segunda guerra anglo-birmana. La guerra provocaría la pérdida de más territorios y una revuelta que acabaría con el rey Pagan Min que fue remplazado por su hermano Mindon Min (1853-1878). Este trató de modernizar su reino e impulsar la economía y trasladó la capital a Mandalay.
Hasta 1948, Birmania no volvería a ser un Estado soberano.

## Antecedentes
En 1852, el Comodoro Lambert fue enviado a Birmania por James Broun-Ramsay, gobernador general de la India, por una serie de problemas menores surgidos en relación con el cumplimiento del tratado de Yandabo. Los birmanos hicieron inmediatas concesiones que incluían la destitución del gobernador de quien los británicos habían hecho su casus belli. Lambert finalmente provocó un enfrentamiento naval en circunstancias muy cuestionables, y así comenzó la segunda guerra anglo-birmano en 1852.

## Guerra
La Compañía asestó el primer golpe sustancial de la guerra el 5 de abril de 1852, cuando se tomó el puerto de Martaban. Rangún fue ocupada el 12 de abril y luego la pagoda Shwedagon fue bombardeada con artillería y tomada el 14 de abril; Después de intensos combates, el ejército birmano se retiró hacia el norte. Bassein fue capturado el 19 de mayo y Pegu el 3 de junio, después de intensos combates alrededor de la pagoda Shwemawdaw. Durante la temporada de lluvias se obtuvo la aprobación del tribunal de directores de la Compañía Británica de las Indias Orientales y del gobierno británico para la anexión de la parte inferior del valle del río Irawadi, incluido Prome. Una vez concluidos los combates, varias pagodas birmanas en todo el Imperio fueron saqueadas.

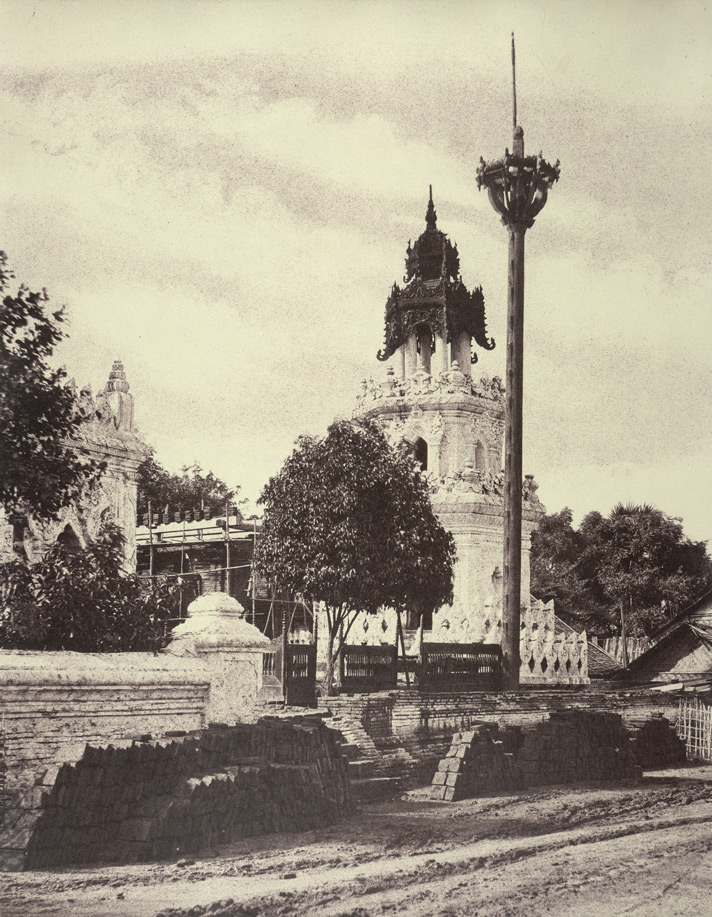
Fotografía histórica de Amarapura, tras la segunda guerra anglo-birmana.

Lord Dalhousie visitó Rangún en julio y agosto y examinó toda la situación con las autoridades civiles, militares y navales. Decidió que dictar condiciones a la Corte de Ava marchando hacia la capital no era la forma en que se debía llevar a cabo la guerra a menos que se contemplara la anexión completa del reino y esto se consideraba inalcanzable tanto en términos militares como económicos por el momento. Como consecuencia, el general de división Godwin ocupó Prome el 9 de octubre, encontrando sólo una ligera resistencia por parte de las fuerzas birmanas bajo el mando de Lord Dabayin, hijo del general Maha Bandula, quien murió en la primera guerra anglo-birmana, aunque de manera amarga, ya que al general de división le molestaba tener que tratar con la Royal Navy bajo el mando de Lambert, un simple comodoro, tras la muerte del contraalmirante Charles Austen, hermano de la escritora Jane Austen. A principios de diciembre, Lord Dalhousie informó al rey Pagan que la provincia de Pegu formaría en adelante parte de los dominios de la Compañía.

## Desenlace
La proclamación de anexión se emitió el 20 de enero de 1853, por lo que la segunda guerra anglo-birmana llegó a su fin sin que se firmara ningún tratado. La guerra resultó en una revolución en Amarapura, aunque entonces todavía se llamaba Corte de Ava, y Pagan Min (1846-1852) fue derrocado por su medio hermano Mindon Min (1853-1878). Mindon inmediatamente pidió la paz, pero los dos sacerdotes italianos que envió a negociar encontraron a los británicos 50 millas (80 km) más al norte, en Myedè, con un rico cinturón de bosques de teca de Ningyan ya delimitado dentro de su territorio y presentado como un fait accompli (hecho consumado). Nunca se firmó ningún tratado, aunque se reanudó el comercio entre la Birmania colonial y el reino de Ava hasta que estallaron nuevas hostilidades en 1885-1886.